# Іст-Джордан (Мічиган)
Іст-Джордан (англ. East Jordan) — місто (англ. city) в США, в окрузі Шарлевуа штату Мічиган. Населення — 2239 осіб (2020).

## Географія
Іст-Джордан розташований за координатами 45°9′11″ пн. ш. 85°7′51″ зх. д. / 45.15306° пн. ш. 85.13083° зх. д. (45.153135, -85.130874).  За даними Бюро перепису населення США в 2010 році місто мало площу 10,26 км², з яких 7,89 км² — суходіл та 2,37 км² — водойми.

## Демографія
Згідно з переписом 2010 року, у місті мешкала 2351 особа в 952 домогосподарствах у складі 613 родин. Густота населення становила 229 осіб/км².  Було 1189 помешкань (116/км²).
Расовий склад населення:
| - 96,0 % — білих - 1,6 % — корінних американців - 0,2 % — чорних або афроамериканців - 0,1 % — азіатів |

До двох чи більше рас належало 1,8 %. Частка іспаномовних становила 2,3 % від усіх жителів.
За віковим діапазоном населення розподілялося таким чином: 27,1 % — особи молодші 18 років, 57,7 % — особи у віці 18—64 років, 15,2 % — особи у віці 65 років та старші. Медіана віку мешканця становила 37,1 року. На 100 осіб жіночої статі у місті припадало 95,1 чоловіків;  на 100 жінок у віці від 18 років та старших — 90,1 чоловіків також старших 18 років.
Середній дохід на одне домашнє господарство  становив 47 413 долари США (медіана — 32 917), а середній дохід на одну сім'ю — 57 775 доларів (медіана — 47 273). Медіана доходів становила 42 933 долари для чоловіків та 28 529 доларів для жінок. За межею бідності перебувало 17,7 % осіб, у тому числі 15,9 % дітей у віці до 18 років та 10,9 % осіб у віці 65 років та старших.
Цивільне працевлаштоване населення становило 995 осіб. Основні галузі зайнятості: виробництво — 31,1 %, освіта, охорона здоров'я та соціальна допомога — 17,5 %, роздрібна торгівля — 14,8 %.